# NGC 225
NGC 225는 카시오페이아자리에 위치한 산개 성단이다. 지구에서 대략 2,100 광년 떨어져 있다.

## 같이 보기
- 산개성단
- NGC 1 ~ 999 목록
- 카시오페이아자리